# Budget de l'État

Carte proportionnelle du budget fédéral des États-Unis.

Le budget de l'État, budget du gouvernement ou budget national, est un document juridique qui est souvent adopté par la législature et approuvé par le chef de l'exécutif ou le président de la République. Il s'agit du budget annuel que l’État tient, c’est-à-dire l'ensemble des comptes décrivant les recettes et les dépenses de l'État pour une année civile. L’État l’équilibre au moyen de l’endettement (si nécessaire), ou en plaçant ses excédents.
Ce budget s’inscrit dans le cadre plus large du budget des administrations publiques. Le budget de l'État est la traduction comptable de la loi de finances.

## Ressources
Les deux éléments de base de tous les budgets sont les recettes et les dépenses.

### Recettes
Les revenus d'un État peuvent provenir des transferts fédéraux, des impôts des particuliers, des taxes à la consommation, des fonds des services de santé, des entreprises du gouvernement, des impôts des sociétés etc. Les impôts représentent une part importante des revenus d'un État. Ils sont composés des impôts directs, versés directement par les contribuables à l’État et des impôts indirects, incorporés au prix d’un bien ou d’un service et payés à un intermédiaire qui les reverse à l’État.
Ces recettes ne sont pas les seules qui financent le budget de l'État. D'autres moyens existent cependant. À côté des bénéfices réalisés par les entreprises publiques, les parts de profit correspondant aux participations de l'État dans les entreprises privées jouent également un rôle non des moindres dans ce financement. Le budget de l'État peut aussi bénéficier d'un appui considérable du Trésor public qui est, en effet, le carrefour où des sommes importantes sont déposées et gérées comme les dépôts effectués par des organismes publics essentiels à l'instar des Comptes de chèques postaux ou de la Société nationale des chemins de fer. Étant donné que les montants déposés ne sont pas retirés concomitamment par leurs bénéficiaires et qu'il possède donc un fonds de roulement positif et souvent élevé, le Trésor peut facilement participer à des dépenses publiques non garanties par des impôts et peut même se porter emprunteur public, en cas de besoin.

### Dépenses
Les dépenses effectuées par l’État et les collectivités locales sont nommées dépenses publiques. Elles sont divisées en quatre parties :
- Les dépenses de fonctionnement des services publics (services civils et militaires)[3] ;
- Les dépenses d’équipement ou d’investissement (équipements publics et aides d'investissement accordées aux entreprises privées)[3];
- Les dépenses d’intervention dans les domaines sociaux, économiques et internationaux ;
- Le paiement des intérêts sur la dette publique.

## Équilibre budgétaire
Un budget est dit en équilibre si les recettes sont égales aux dépenses. Un déficit budgétaire est la situation dans laquelle les recettes de l’État (hors remboursement d’emprunt) sont inférieures à ses dépenses (hors emprunt) au cours d’une année. C’est donc un solde négatif. Ce déficit est donc financé par des emprunts, ce qui peut augmenter la dette de l'État. Un excédent budgétaire permet à l'inverse de rembourser une partie de la dette.